# Peter Turney
Peter Turney, född 27 september 1827 i Jasper, Tennessee, död 28 oktober 1903 i Winchester, Tennessee, var en amerikansk demokratisk politiker och jurist. Han var guvernör i delstaten Tennessee 1893-1897. Han var son till senator Hopkins L. Turney.
Turney studerade juridik och inledde sin karriär som advokat i Winchester, Tennessee. Han gifte sig 1851 med Cassandra Garner och paret fick tre barn. Hustrun Cassandra dog 1857. Han gifte om sig året därpå med Hannah F. Graham. Paret fick nio barn. Turney deltog i amerikanska inbördeskriget i sydstatsarmén och befordrades till överste.
Turney kandiderade 1876 utan framgång till USA:s senat. Han var chefsdomare i Tennessees högsta domstol 1886-1893. Han besegrade ämbetsinnehavaren John P. Buchanan i 1892 års guvernörsval i Tennessee. Turneys slogan var Put none but Democrats on guard.
I 1894 års guvernörsval fick republikanen Henry Clay Evans flest röster. Demokraternas kandidat Turney hävdade att resultatet berodde på valfusk och krävde att rösterna räknas om. Till sist avgjordes valet av delstatens lagstiftande församling, där demokraterna hade majoritet. Turney förklarades till valets segrare och han fick tjänstgöra ytterligare en mandatperiod som guvernör. Om de första resultaten hade visat ett försprång på 700 röster för Evans, var Turneys segermarginal enligt de av den lagstiftande församlingen officiellt fastställda resultaten över 2 000 röster.
Turneys grav finns på Winchester Cemetery i Winchester, Tennessee.